# Speedway Ekstraliga (2017)

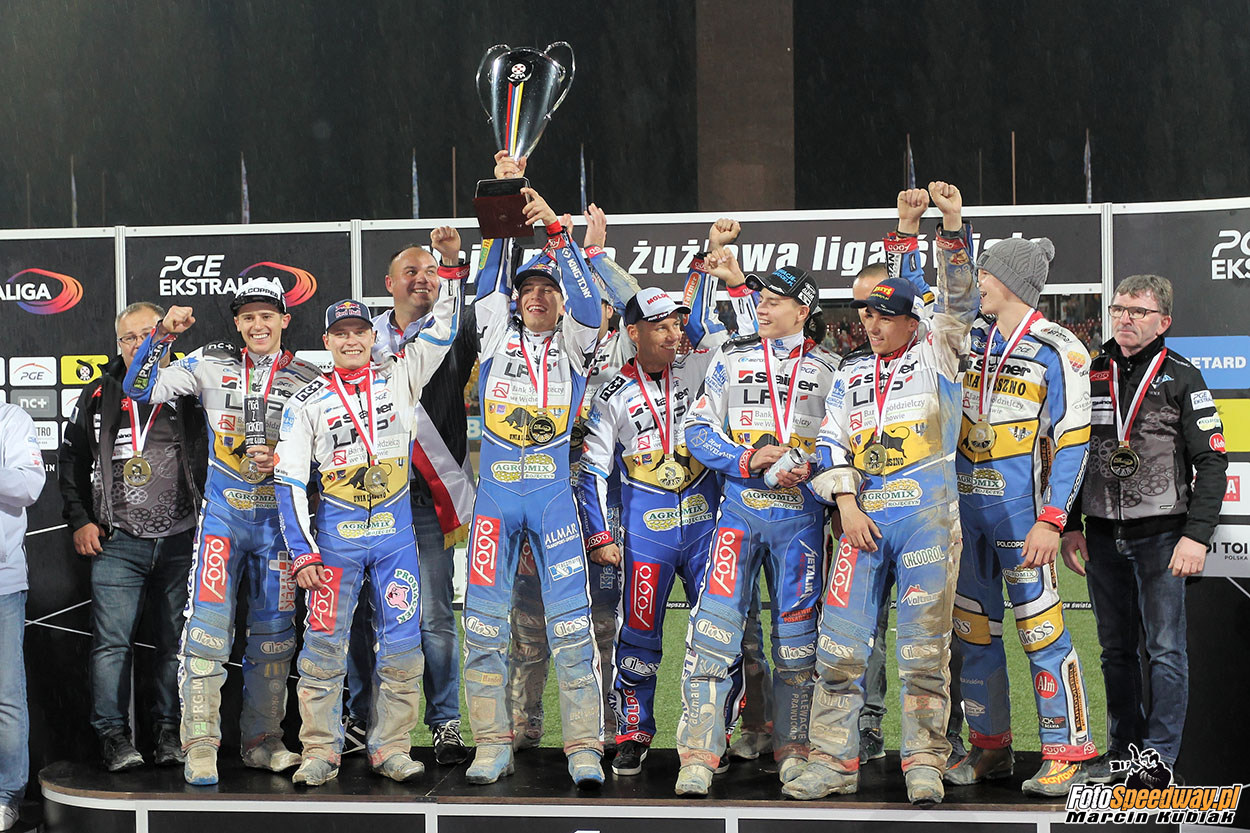
Drużynowy mitrz Polski w sezonie 2017 Fogo Unia Leszno

Speedway Ekstraliga 2017 (spons. PGE Ekstraliga) – osiemnasty, od czasu uruchomienia Speedway Ekstraligi i 70. w historii, sezon rozgrywek najwyższego szczebla o drużynowe mistrzostwo Polski na żużlu.
Tytułu mistrza Polski z sezonu 2016 broniła drużyna Stali Gorzów. Do Ekstraligi awans wywalczyła drużyna z Łotwy – SK Lokomotīve Dyneburg, jednak ze względów regulaminowych nie mogła przystąpić do startów w Ekstralidze. Druga w kolejce do awansu była drużyna z Łodzi, która jednak odmówiła startów. Z zaproszenia skorzystała drużyna z Częstochowy.
Kalendarz rozgrywek opublikowano 13 grudnia 2016. Sezon rozpoczął się 17 kwietnia 2017, a zakończył się 24 września 2017. Mistrzem Polski, po raz piętnasty, została FOGO Unia Leszno, która pokonała w finale drużynę Betard Sparty Wrocław. Z najwyższą klasą rozgrywkową po dwóch sezonach pożegnał się ROW Rybnik. 9 października 2017 odbyła się uroczysta Gala Ekstraligi, podsumowująca sezon.
Za transmisję w telewizji odpowiedzialna była platforma nc+. Mecze były dostępne na kanale nSport+.

## Sędziowie
Zarząd spółki Ekstraliga Żużlowa ogłosił listę siedmiu sędziów, którzy będą prowadzić mecze Ekstraligi w sezonie 2017. Sędziowie wcześniej odbyli seminarium zakończone egzaminem. Alfabetyczna lista sędziów:
- Ryszard Bryła
- Wojciech Grodzki
- Artur Kuśmierz
- Krzysztof Meyze
- Tomasz Proszowski
- Paweł Słupski,
- Remigiusz Substyk

Ponadto wyznaczono komisarzy torów:
- Zbigniew Kuśnierski
- Tomasz Welc
- Jacek Woźniak
- Aleksander Janas
- Krzysztof Okupski
- Jacek Krzyżaniak.

## Drużyny
W rozgrywkach wzięło udział osiem zespołów, w tym 6 najlepszych drużyn poprzedniego sezonu, Fogo Unia Leszno oraz Włókniarz Vitroszlif CrossFit Częstochowa. Zespół z Leszna pomimo zajęcia przedostatniej pozycji w tabeli Ekstraligi w 2016 roku, uniknął baraży ze względu na fakt, że w finale rozgrywek o Drużynowe Mistrzostwo I Ligi brał udział SK Lokomotīve Dyneburg. Częstochowianie, którzy zajęli 3. miejsce w DM I Ligi skorzystali z zaproszenia i uzupełnili skład Ekstraligi 2017. Wcześniej druga drużyna I Ligi – Orzeł Łódź, odrzuciła zaproszenie do udziału w rozgrywkach.

### Stadiony i lokalizacje
| Drużyna                                   | Stadion                      | Pojemność | Miejsce w EŻ 2016 |
| ----------------------------------------- | ---------------------------- | --------- | ----------------- |
| Cash Broker Stal Gorzów                   | Stadion im. Edwarda Jancarza | 15 024    | 1. miejsce        |
| Get Well Toruń                            | Motoarena Toruń              | 15 500    | 2. miejsce        |
| Ekantor.pl Falubaz Zielona Góra           | Stadion Miejski              | 14 000    | 3. miejsce        |
| Betard Sparta Wrocław                     | Stadion Olimpijski           | 35 000    | 4. miejsce        |
| MRGARDEN GKM Grudziądz                    | Stadion Miejski              | 8000      | 5. miejsce        |
| ROW Rybnik                                | Stadion Miejski              | 10 304    | 6. miejsce        |
| Fogo Unia Leszno                          | Stadion im. Alfreda Smoczyka | 25 000    | 7. miejsce        |
| Włókniarz Vitroszlif CrossFit Częstochowa | Arena Częstochowa            | 16 850    | Beniaminek        |

### Składy
| zawodnik Grand Prix IMŚ na Żużlu 2017 |

| Zawodnik                  | Wiek |
| ------------------------- | ---- |
| Niels K. Iversen          | 35   |
| Linus Sundstroem          | 27   |
| Krzysztof Kasprzak        | 33   |
| Przemysław Pawlicki       | 26   |
| Martin Vaculík            | 27   |
| Bartosz Zmarzlik          | 22   |
| Hubert Czerniawski        | 17   |
| Rafał Karczmarz           | 18   |
| Alan Szczotka             | 16   |
| Trener: Stanisław Chomski |      |

| Zawodnik               | Wiek |
| ---------------------- | ---- |
| Greg Hancock           | 47   |
| Chris Holder           | 30   |
| Jack Holder            | 21   |
| Michael Jepsen Jensen  | 25   |
| Adrian Miedziński      | 32   |
| Paweł Przedpełski      | 22   |
| Grzegorz Walasek       | 41   |
| Daniel Kaczmarek       | 20   |
| Marcin Kościelski      | 19   |
| Norbert Krakowiak      | 18   |
| Igor Kopeć-Sobczyński  | 18   |
| Trener: Jacek Gajewski |      |

| Zawodnik              | Wiek |
| --------------------- | ---- |
| Adam Chwiałkowski     | 36   |
| Jason Doyle           | 32   |
| Patryk Dudek          | 25   |
| Jarosław Hampel       | 35   |
| Andrij Karpow         | 30   |
| Piotr Protasiewicz    | 42   |
| Jacob Thorssell       | 24   |
| Mateusz Burzyński     | 19   |
| Sebastian Niedźwiedź  | 20   |
| Jakub Osyczka         | 17   |
| Damian Pawliczak      | 18   |
| Oskar Potoniec        | 17   |
| Mateusz Tonder        | 18   |
| Alex Zgardziński      | 20   |
| Jakub Zubczyński      | 19   |
| Trener: Marek Cieślak |      |

| Zawodnik               | Wiek |
| ---------------------- | ---- |
| Maciej Janowski        | 26   |
| Tomasz Jędrzejak       | 38   |
| Andžejs Ļebedevs       | 23   |
| Václav Milík           | 24   |
| Tai Woffinden          | 27   |
| Szymon Woźniak         | 24   |
| Oskar Bober            | 20   |
| Maksym Drabik          | 19   |
| Damian Dróżdż          | 21   |
| Trener: Rafał Dobrucki |      |

| Zawodnik                 | Wiek |
| ------------------------ | ---- |
| Krzysztof Buczkowski     | 31   |
| Antonio Lindbäck         | 32   |
| Artiom Łaguta            | 27   |
| Rafał Okoniewski         | 37   |
| Krystian Pieszczek       | 22   |
| Kai Huckenbeck           | 24   |
| Mateusz Rujner           | 21   |
| Mike Trzensiok           | 21   |
| Dawid Wawrzyniak         | 19   |
| Kamil Wieczorek          | 19   |
| Trener: Robert Kempiński |      |

| Zawodnik                | Wiek |
| ----------------------- | ---- |
| Damian Baliński         | 40   |
| Max Fricke              | 21   |
| Grigorij Łaguta         | 33   |
| Fredrik Lindgren        | 32   |
| Tobiasz Musielak        | 24   |
| Rafał Szombierski       | 35   |
| Robert Chmiel           | 19   |
| Lars Skupień            | 20   |
| Kacper Woryna           | 21   |
| Trener: Mirosław Korbel |      |

| Zawodnik            | Wiek |
| ------------------- | ---- |
| Peter Kildemand     | 28   |
| Janusz Kołodziej    | 33   |
| Piotr Pawlicki      | 23   |
| Nicki Pedersen      | 40   |
| Emil Sajfutdinow    | 28   |
| Wiktor Trofimow     | 18   |
| Grzegorz Zengota    | 29   |
| Dominik Kubera      | 18   |
| Wiktor Lis          | 18   |
| Bartosz Smektała    | 19   |
| Szymon Szlauderbach | 18   |
| Trener: Piotr Baron |      |

| Zawodnik              | Wiek |
| --------------------- | ---- |
| Karol Baran           | 36   |
| Rune Holta            | 44   |
| Andreas Jonsson       | 37   |
| Leon Madsen           | 29   |
| Sebastian Ułamek      | 42   |
| Matej Žagar           | 34   |
| Michał Gruchalski     | 19   |
| Oskar Nocuń           | 20   |
| Oskar Polis           | 21   |
| Bartosz Świącik       | 20   |
| Mateusz Świdnicki     | 16   |
| Bartosz Tyras         | 21   |
| Adrian Woźniak        | 18   |
| Mateusz Świdnicki     | 16   |
| Trener: Lech Kędziora |      |

## Rozgrywki

### Runda zasadnicza

#### Tabela ligowa
| Poz. | Drużyna                                   | M  | Z | R | P  | B | Pkt | +/- | Kwalifikacja lub spadek |
| ---- | ----------------------------------------- | -- | - | - | -- | - | --- | --- | ----------------------- |
| 1    | Ekantor.pl Falubaz Zielona Góra           | 14 | 9 | 2 | 3  | 5 | 25  | +48 | Awans do Play-off       |
| 2    | Betard Sparta Wrocław                     | 14 | 9 | 1 | 4  | 6 | 25  | +75 | Awans do Play-off       |
| 3    | Cash Broker Stal Gorzów Wielkopolski      | 14 | 8 | 2 | 4  | 5 | 23  | +70 | Awans do Play-off       |
| 4    | Fogo Unia Leszno (M)                      | 14 | 9 | 0 | 5  | 5 | 23  | +86 | Awans do Play-off       |
| 5    | Włókniarz Vitroszlif CrossFit Częstochowa | 14 | 7 | 1 | 6  | 2 | 17  | −61 |                         |
| 6    | MrGarden GKM Grudziądz                    | 14 | 4 | 1 | 9  | 1 | 10  | −63 |                         |
| 7    | Get Well Toruń                            | 14 | 3 | 0 | 11 | 2 | 8   | −74 |                         |
| 8    | ROW Rybnik (S)                            | 14 | 3 | 1 | 10 | 1 | 8   | −81 | Spadek do PLŻ. 1        |

1. 1 2  Punkty w meczach bezpośrednich: Falubaz: 5, Sparta: 0.
2. 1 2  Punkty w meczach bezpośrednich: Stal: 5, Unia: 0.
3. 1 2  Punkty w meczach bezpośrednich: Get Well: 3, ROW: 2.

#### Terminarz i wyniki
| Gospodarz \ Gość                          | ZIE   | WRO   | GOR   | LES   | CZE   | GRU   | TOR   | RYB   |
| ----------------------------------------- | ----- | ----- | ----- | ----- | ----- | ----- | ----- | ----- |
| Ekantor.pl Falubaz Zielona Góra           | —     | 48–42 | 45–45 | 42–48 | 53–37 | 31–17 | 54–36 | 56–34 |
| Betard Sparta Wrocław                     | 39–51 | —     | 44–45 | 51–39 | 50–40 | 52–38 | 51–39 | 56–34 |
| Cash Broker Stal Gorzów Wielkopolski      | 45–45 | 41–49 | —     | 51–39 | 57–33 | 54–35 | 55–35 | 51–39 |
| Fogo Unia Leszno                          | 64–26 | 44–46 | 41–49 | —     | 57–33 | 52–38 | 53–37 | 51–39 |
| Włókniarz Vitroszlif CrossFit Częstochowa | 50–40 | 47–43 | 46–44 | 38–52 | —     | 45–45 | 52–38 | 48–42 |
| MrGarden GKM Grudziądz                    | 43–47 | 40–50 | 49–41 | 48–40 | 55–35 | —     | 33–45 | 55–35 |
| Get Well Toruń                            | 44–46 | 41–49 | 44–46 | 44–46 | 41–49 | 49–41 | —     | 53–37 |
| ROW Rybnik                                | 41–49 | 45–45 | 50–40 | 44–46 | 38–41 | 57–33 | 49–41 | —     |

#### Mecze

##### 1. kolejka
| 2 maja 201718:30 | Włókniarz Vitroszlif CrossFit Częstochowa | 48:42 | ROW Rybnik | Arena Częstochowa Widzów: 7100 Sędzia: Remigiusz Substyk Komisarz toru: Aleksander Janas |
| 2 maja 201718:30 | 9. Leon Madsen 11 (2*,3,1,3,3) 10. Rune Holta 6 (3,1,d,2,d) 11. Sebastian Ułamek 6 (3,1*,0,2,) 12. Andreas Jonsson 7 (1,2,1,1,2) 13. Matej Žagar 11 (3,3,3,1*,1) 14. Michał Gruchalski 2 (1*,1,0) 15. Oskar Polis 4 (2,2*,0) | 48:42 | 1. Rafał Szombierski 0 (0,0,-,-,-) 2. Fredrik Lindgren 12 (1,3,1*,2*,3,2) 3. Max Fricke 9 (2,2,2,3,0,0) 4. Tobiasz Musielak 0 (0,0,-,-) 5. Grigorij Łaguta 5 (1,0,2*,1,0,1) 6. Kacper Woryna 16 (3,2,3,3,2,3) 7. Robert Chmiel 0 (0,0,-,) | Arena Częstochowa Widzów: 7100 Sędzia: Remigiusz Substyk Komisarz toru: Aleksander Janas |

| 5 maja 201720:15 | Fogo Unia Leszno | 44:46 | Betard Sparta Wrocław | Stadion im. Alfreda Smoczyka Widzów: 8000 Sędzia: Ryszard Bryła Komisarz toru: Jacek Krzyżaniak |
| 5 maja 201720:15 | 9. Emil Sajfutdinow 14 (3,w,3,2,3,3) 10. Peter Kildemand 4 (1,3,0,0) 11. Piotr Pawlicki 1+1 (0,0,1*,-,-) 12. Janusz Kołodziej 14+2 (3,2,2,2*,3,2*) 13. Nicki Pedersen 6 (2,1,0,2,1) 14. Bartosz Smektała 1 (1,0,-) 15. Dominik Kubera 4+1 (d,1*,2,1) | 44:46 | 1. Tai Woffinden 8 (2,3,3,w,0) 2. Andžejs Ļebedevs 2 (0,1,1,-,-) 3. Szymon Woźniak 8+1 (2,2*,2,1,1) 4. Tomasz Jędrzejak 5+2 (1*,3,1*,0) 5. Václav Milík 5 (0,1,3,1,0) 6. Maksym Drabik 13 (3,2,3,3,2) 7. Damian Dróżdż 5+1 (2*,3,0) | Stadion im. Alfreda Smoczyka Widzów: 8000 Sędzia: Ryszard Bryła Komisarz toru: Jacek Krzyżaniak |

| 24 lipca 201720:00 | Ekantor.pl Falubaz Zielona Góra | 31:17 | MRGARDEN GKM Grudziądz | Stadion Żużlowy w Zielonej Górze Sędzia: Paweł Słupski Komisarz toru: Jacek Woźniak |
| 24 lipca 201720:00 | 9. Jarosław Hampel 6 (3,3) 10. Jacob Thorssell 2 (1,1) 11. Patryk Dudek 4+1 (2,2*) 12. Jason Doyle 3 (0,3) 13. Piotr Protasiewicz 8 (2,3,3) 14. Sebastian Niedźwiedź 2+1 (2*,d) 15. Alex Zgardziński 6+2 (3,1*,2*) | 31:17 | 1. Antonio Lindbäck 2 (2,w,u) 2. Krystian Pieszczek 1 (0,1,-) 3. Krzysztof Buczkowski 6 (3,2,1) 4. Rafał Okoniewski 2 (1,1) 5. Artiom Łaguta 5 (3,2) 6. Kamil Wieczorek 1 (1,u) 7. Dawid Wawrzyniak 0 (0,0) | Stadion Żużlowy w Zielonej Górze Sędzia: Paweł Słupski Komisarz toru: Jacek Woźniak |

| 17 kwietnia 201719:00 | Get Well Toruń | 44:46 | Cash Broker Stal Gorzów | Motoarena Toruń Widzów: 13369 Sędzia: Tomasz Proszowski Komisarz toru: Tomasz Welc |
| 17 kwietnia 201719:00 | 9. Greg Hancock 10 (3,3,1,0,3) 10. Michael Jepsen Jensen 5 (1,1,2,1,0) 11. Adrian Miedziński 9 (0,2,3,3,1) 12. Paweł Przedpełski 5 (1,3,0,1) 13. Chris Holder 7 (1,1,3,0,2) 14. Igor Kopeć-Sobczyński 4 (3,0,1) 15. Daniel Kaczmarek 4 (2,2,0) | 44:46 | 1. Niels Kristian Iversen 7 (2,1,1,2,1) 2. Krzysztof Kasprzak 4 (0,0,2,2) 3. Przemysław Pawlicki 12 (3,3,0,3,3) 4. Martin Vaculík 12 (2,2,3,3,2) 5. Bartosz Zmarzlik 9 (3,2,2,2,w) 6. Rafał Karczmarz 0 (0,0,0) 7. Hubert Czerniawski 2 (1,0,1) | Motoarena Toruń Widzów: 13369 Sędzia: Tomasz Proszowski Komisarz toru: Tomasz Welc |

##### 2. kolejka
| 16 lipca 201719:00 | ROW Rybnik | 45:45 | Betard Sparta Wrocław | Stadion Miejski w Rybniku Sędzia: Ryszard Bryła Komisarz toru: Krzysztof Okupski |
| 16 lipca 201719:00 | 9. Fredrik Lindgren 6 (2,0,2,1,1) 10. Damian Baliński 2+1 (1*,1,d,-) 11. Max Fricke 10+1 (3,2*,3,0,2) 12. Tobiasz Musielak 7 (t,3,1,3,0) 13. Rory Schlein 7+1 (3,w,1,1*,2) 14. Kacper Woryna 9+1 (2*,1,3,2,1) 15. Robert Chmiel 4 (3,1,0) | 45:45 | 1. Tai Woffinden 10+1 (3,1,3,2*,1) 2. Szymon Woźniak 0 (0,0,-,-,-) 3. Maciej Janowski 11 (2,2,1,3,3) 4. Václav Milík 4 (0,1,3,0) 5. Andžejs Ļebedevs 13+2 (2,2*,2*,2,2,3) 6. Maksym Drabik 7 (1,3,0,3,d) 7. Oskar Bober 0 (0,0,0) | Stadion Miejski w Rybniku Sędzia: Ryszard Bryła Komisarz toru: Krzysztof Okupski |

| 22 kwietnia 201720:00 | Ekantor.pl Falubaz Zielona Góra | 54:36 | Get Well Toruń | Stadion Żużlowy w Zielonej Górze Widzów: 9000 Sędzia: Wojciech Grodzki Komisarz toru: Zbigniew Kuśnierski |
| 22 kwietnia 201720:00 | 9. Patryk Dudek 12 (3,2,2,3,2) 10. Jarosław Hampel 6 (0,3,3,0) 11. Jason Doyle 13 (2,2,3,3,3) 12. Andrij Karpow 8 (3,3,2,0,w) 13. Piotr Protasiewicz 10 (3,u,3,1,3) 14. Sebastian Niedźwiedź 1 (0,1,0) 15. Alex Zgardziński 4 (2,1,1) | 54:36 | 1. Greg Hancock 2 (2,0,0,-) 2. Michael Jepsen Jensen 8 (1,1,2,2,2,0) 3. Chris Holder 2 (0,2,0,-,-) 4. Grzegorz Walasek 10 (1,3,1,3,1,1) 5. Adrian Miedziński 6 (0,1,1,2,2) 6. Daniel Kaczmarek 5 (3,0,1,1) 7. Igor Kopeć-Sobczyński 3 (1,2,0) | Stadion Żużlowy w Zielonej Górze Widzów: 9000 Sędzia: Wojciech Grodzki Komisarz toru: Zbigniew Kuśnierski |

| 9 lipca 201719:00 | Włókniarz Vitroszlif CrossFit Częstochowa | 38:52 | Fogo Unia Leszno | Arena Częstochowa Sędzia: Paweł Słupski Komisarz toru: Jacek Woźniak |
| 9 lipca 201719:00 | 9. Leon Madsen 5+1 (2,1*,1,1,t) 10. Karol Baran 3+1 (1*2,0,0) 11. Matej Zagar 7 (0,3,1,2,0,1) 12. Andreas Jonsson 1 (1,0,-,0,-) 13. Rune Holta 17 (3,3,2,3,3,3) 14. Michał Gruchalski 2 (2,t,0) 15. Oskar Polis 3+1 (1*,d,0,2) | 38:52 | 1. Emil Sajfutdinow 10+1 (3,1*,3,3,-) 2. Peter Kildemand 4+1 (0,2,1,1*) 3. Piotr Pawlicki 11+1 (2*,2,3,2,2) 4. Grzegorz Zengota 9+2 (3,1,2*,2*,1) 5. Janusz Kołodziej 11 (2,3,0,3,3) 6. Dominik Kubera 1 (0,0,1) 7. Bartosz Smektała 6 (3,1,2,0) | Arena Częstochowa Sędzia: Paweł Słupski Komisarz toru: Jacek Woźniak |

| 16 lipca 201719:00 | MRGARDEN GKM Grudziądz | 49:41 | Cash Broker Stal Gorzów | Stadion Żużlowy w Grudziądzu Sędzia: Remigiusz Substyk Komisarz toru: Tomasz Welc |
| 16 lipca 201719:00 | 9. Antonio Lindbäck 9+2 (3,2*,3,1*,0) 10. Krystian Pieszczek 8+1 (0,3,2*,1,2) 11. Krzysztof Buczkowski 11 (3,2,2,3,1) 12. Rafał Okoniewski 4+1 (2*,t,w,2) 13. Artiom Łaguta 11 (2,3,3,3,w) 14. Kamil Wieczorek 3+1 (2*,0,1) 15. Mike Trzensiok 3 (3,0,u,0) | 49:41 | 1. Niels Kristian Iversen 10+2 (1*,3,2,2,0,2*) 2. Przemysław Pawlicki 4+1 (2,1,1*,0) 3. Krzysztof Kasprzak 6+1 (1,1*,1,-,3) 4. Martin Vaculík 3 (0,2,0,-,1) 5. Bartosz Zmarzlik 15 (3,1,3,2,3,3) 6. Hubert Czerniawski 0 (W,0,0) 7. Alan Szczotka 3 (1,1,1) | Stadion Żużlowy w Grudziądzu Sędzia: Remigiusz Substyk Komisarz toru: Tomasz Welc |

##### 3. kolejka
| 30 kwietnia 201716:30 | MRGARDEN GKM Grudziądz | 55:35 | Włókniarz Vitroszlif CrossFit Częstochowa | Arena Częstochowa Widzów: 7000 Sędzia: Tomasz Proszowski Komisarz toru: Krzysztof Okupski |
| 30 kwietnia 201716:30 | 9. Krystian Pieszczek 12 (1,3,3,2*,3) 10. Antonio Lindbäck 7 (3,1,1,2*) 11. Rafał Okoniewski 7 (1*,0,3,3,0) 12. Krzysztof Buczkowski 12 (2,2,2*,3,3) 13. Artiom Łaguta 11 (3,3,2,3,0) 14. Kamil Wieczorek 3 (3,0,0) 15. Mateusz Rujner 3 (1,2*,0) | 55:35 | 1. Leon Madsen 13 (2,3,3,2,1,2) 2. Rune Holta 4 (0,1,1,1,1*) 3. Sebastian Ułamek 5 (3,1*,0,0,1*) 4. Andreas Jonsson 6 (0,2,2,0,2) 5. Matej Žagar 2 (1,0,1,-) 6. Oskar Polis 5 (2,2,0,1*) 7. Michał Gruchalski 0 (0,0,-) | Arena Częstochowa Widzów: 7000 Sędzia: Tomasz Proszowski Komisarz toru: Krzysztof Okupski |

| 30 kwietnia 201716:30 | FOGO Unia Leszno | 64:26 | Ekantor.pl Falubaz Zielona Góra | Stadion im. Alfreda Smoczyka Widzów: 13165 Sędzia: Wojciech Grodzki Komisarz toru: Jacek Woźniak |
| 30 kwietnia 201716:30 | 9. Emil Sajfutdinow 10 (2,2*,2,3,1*) 10. Peter Kildemand 10 (1*,3,1*,3,2*) 11. Piotr Pawlicki 6 (w,2*,1,3) 12. Janusz Kołodziej 11 (3,3,3,2*,-) 13. Nicki Pedersen 12 (2,2*,3,2*,3) 14. Bartosz Smektała 10 (3,3,2*,2) 15. Dominik Kubera 5 (2*,1,2*) | 64:26 | 1. Patryk Dudek 5 (3,1,0,1,d) 2. Jarosław Hampel 2 (0,0,1,-,1) 3. Jason Doyle 8 (1,1,3,0,3) 4. Andrij Karpow 2 (2,0,0,0) 5. Piotr Protasiewicz 8 (3,1,2,1,1) 6. Alex Zgardziński 1 (1,0,0,0) 7. Sebastian Niedźwiedź 0 (0,u,-) | Stadion im. Alfreda Smoczyka Widzów: 13165 Sędzia: Wojciech Grodzki Komisarz toru: Jacek Woźniak |

| 30 kwietnia 201719:00 | CASH BROKER Stal Gorzów | 51:39 | ROW Rybnik | Stadion im. Edwarda Jancarza Widzów: 12924 Sędzia: Ryszard Bryła Komisarz toru: Jacek Krzyżaniak |
| 30 kwietnia 201719:00 | 9. Przemysław Pawlicki 8 (2*,1*,2*,2,1) 10. Niels K. Iversen 12 (3,2,3,3,1*) 11. Krzysztof Kasprzak 8 (3,3,0,2,0) 12. Martin Vaculík 4 (w,1,2,1*) 13. Bartosz Zmarzlik 13 (3,3,3,2*,2) 14. Hubert Czerniawski 3 (2,1,0) 15. Rafał Karczmarz 3 (1*,2*,0) | 51:39 | 1. Fredrik Lindgren 9 (1,2,2,1,3,0) 2. Damian Baliński 0 (0,0,-,-,-) 3. Max Fricke 11 (2,2,1,0,3,3) 4. Tobiasz Musielak 1 (1,0,0,-) 5. Grigorij Łaguta 4 (1,0,1,0,2*) 6. Kacper Woryna 14 (3,3,1*,3,1,3) 7. Robert Chmiel 0 (0,0,-) | Stadion im. Edwarda Jancarza Widzów: 12924 Sędzia: Ryszard Bryła Komisarz toru: Jacek Krzyżaniak |

| 30 kwietnia 201719:00 | BETARD Sparta Wrocław | 51:39 | Get Well Toruń | Stadion Olimpijski we Wrocławiu Widzów: 12000 Sędzia: Remigiusz Substyk Komisarz toru: Zbigniew Kuśnierski |
| 30 kwietnia 201719:00 | 9. Tai Woffinden 9 (3,3,0,2,1) 10. Andžejs Ļebedevs 4 (1,1,2,-,-) 11. Maciej Janowski 11 (2*,1,3,2,3) 12. Tomasz Jędrzejak 4 (3,0,1,0) 13. Václav Milík 9 (3,3,0,1,2*) 14. Damian Dróżdż 4 (1*,2*,1*) 15. Maksym Drabik 10 (2,2*,3,0,3) | 51:39 | 1. Greg Hancock 12 (0,2*,2,3,3,2) 2. Chris Holder 9 (2,3,1*,1,2*,0) 3. Grzegorz Walasek 0 (0,0,-,-) 4. Michael Jepsen Jensen 8 (t,1,3,3,1) 5. Adrian Miedziński 6 (1,2,2,1,0) 6. Daniel Kaczmarek 4 (3,1,0,0,0) 7. Igor Kopeć-Sobczyński 0 (0,-,0) | Stadion Olimpijski we Wrocławiu Widzów: 12000 Sędzia: Remigiusz Substyk Komisarz toru: Zbigniew Kuśnierski |

##### 4. kolejka
| 5 maja 201718:00 | ROW Rybnik | 57:33 | MRGARDEN GKM Grudziądz | Stadion Miejski w Rybniku Widzów: 8000 Sędzia: Tomasz Proszowski Komisarz toru: Aleksander Janas |
| 5 maja 201718:00 | 9. Damian Baliński 3+1 (2*,1,0,-) 10. Fredrik Lindgren 14 (3,3,3,3,2) 11. Max Fricke 11+1 (3,1,1*,3,3) 12. Tobiasz Musielak 4 (1,0,2,1) 13. Grigorij Łaguta 11+3 (2*,3,3,2*,1*) 14. Kacper Woryna 9+1 (3,2*,1,3,u) 15. Robert Chmiel 5+1 (2*,3,0) | 57:33 | 1. Antonio Lindbäck 7+2 (1,2*,1*,2,1) 2. Krystian Pieszczek 7 (0,3,2,2,0,0) 3. Rafał Okoniewski 1 (0,1,-,-) 4. Krzysztof Buczkowski 7+1 (2,0,1*,2,2) 5. Artiom Łaguta 10 (1,2,3,1,0,3) 6. Kamil Wieczorek 0 (0,0,0) 7. Dawid Wawrzyniak 1 (1,d,0) | Stadion Miejski w Rybniku Widzów: 8000 Sędzia: Tomasz Proszowski Komisarz toru: Aleksander Janas |

| 7 maja 201719:00 | Get Well Toruń | 44:46 | Unia Leszno | Motoarena Toruń Sędzia: Paweł Słupski Komisarz toru: Zbigniew Kuśnierski |
| 7 maja 201719:00 | 9. Chris Holder 6+1 (1,2*,0,3,0) 10. Michael Jepsen Jensen 12 (3,3,1,3,2) 11. Adrian Miedziński 10 (2,1,2,2,3) 12. Paweł Przedpełski 2+1 (1,0,1*,0) 13. Greg Hancock 11+1 (3,3,3,2*,0) 14. Igor Kopeć-Sobczyński 2 (1,1,0) 15. Daniel Kaczmarek 1 (0,1,0) | 44:46 | 1. Emil Sajfutdinow 8+2 (d,2*,2,3,1*) 2. Peter Kildemand 10+1 (2,3,1*,1,3) 3. Piotr Pawlicki 3 (d,0,3,0) 4. Janusz Kołodziej 9+2 (3,2,2*,1*,1) 5. Nicki Pedersen 8 (0,1,3,2,2) 6. Dominik Kubera 3+1 (2*,0,1) 7. Bartosz Smektała 5 (3,2,0) | Motoarena Toruń Sędzia: Paweł Słupski Komisarz toru: Zbigniew Kuśnierski |

| 7 maja 201716:30 | BETARD Sparta Wrocław | 44:45 | CASH BROKER Stal Gorzów | Stadion Olimpijski we Wrocławiu Sędzia: Ryszard Bryła Komisarz toru: Jacek Woźniak |
| 7 maja 201716:30 | 9. Tai Woffinden 8 (3,2,w,3,0,0) 10. Andžejs Ļebedevs 5 (0,3,0,1,1) 11. Maciej Janowski 15+1 (2*,3,2,3,3,2) 12. Tomasz Jędrzejak 6+1 (3,2*,0,d,1,0) 13. Vaclav Milik ZZ 14. Damian Dróżdż 4+1 (2*,0,2) 15. Maksym Drabik 6 (3,3,d,0) | 44:45 | 1. Przemysław Pawlicki 6+2 (2,1*,1,w,2*) 2. Niels K. Iversen 14+1 (1*,2,3,3,2*,3) 3. Krzysztof Kasprzak 0 (u/-) 4. Martin Vaculík 12+1 (1,1,1*,3,3,3) 5. Bartosz Zmarzlik 10+1 (1,2,2,2,2*,1) 6. Rafał Karczmarz 3 (1,1,1,d) 7. Hubert Czerniawski 0 (0,0,-) | Stadion Olimpijski we Wrocławiu Sędzia: Ryszard Bryła Komisarz toru: Jacek Woźniak |

| 8 czerwca 201719:30 | Ekantor.pl Falubaz Zielona Góra | 53:37 | Włókniarz Vitroszlif CrossFit Częstochowa | Stadion Żużlowy w Zielonej Górze Sędzia: Wojciech Grodzki Komisarz toru: Jacek Krzyżaniak |
| 8 czerwca 201719:30 | 9. Patryk Dudek 5+2 (1*,2*,0,2) 10. Jarosław Hampel 12 (2,3,2,3,2) 11. Jason Doyle 11 (3,2,3,3,0) 12. Jacob Thorssell 8+3 (1,1*,2*,1*,3) 13. Piotr Protasiewicz 11+1 (3,3,3,0,2*) 14. Mateusz Tonder 1 (0,0,1) 15. Alex Zgardziński 5+1 (3,2*,0) | 53:37 | 1. Leon Madsen 15+1 (3,3,1*,3,2,3) 2. Karol Baran 3+1 (0,0,2,1*,0) 3. Rune Holta 11 (2,2,1,2,3,1) 4. Andreas Jonsson 0 (u,-,-,-) 5. Matej Žagar 4 (1,1,1,0,1) 6. Oskar Polis 3+1 (2,1*,0,w) 7. Michał Gruchalski 1+1 (1*,0,0) | Stadion Żużlowy w Zielonej Górze Sędzia: Wojciech Grodzki Komisarz toru: Jacek Krzyżaniak |

##### 5. kolejka
| 21 maja 201719:00 | CASH BROKER Stal Gorzów | 51:39 | FOGO Unia Leszno | Stadion im. Edwarda Jancarza Widzów: 12100 Sędzia: Artur Kuśmierz Komisarz toru: Aleksander Janas |
| 21 maja 201719:00 | 9. Niels K. Iversen 6+2 (3,1*,0,2*,0) 10. Linus Sundström 6+1 (0,2,2,2*) 11. Przemysław Pawlicki 9 (3,3,1,w,2) 12. Martin Vaculík 11+1 (w,2*,3,3,3) 13. Bartosz Zmarzlik 14+1 (3,3,3,3,2*) 14. Alan Szczotka 2 (1,0,1) 15. Rafał Karczmarz 3 (2,1,0) | 51:39 | 1. Emil Sajfutdinow 7+1 (1*,0,2,3,1) 2. Peter Kildemand 4+1 (2,1,1*,0) 3. Piotr Pawlicki 7+1 (2,1*,3,1,0,0) 4. Janusz Kołodziej 4 (1,2,1,-) 5. Nicki Pedersen 7 (0,3,2,1,1) 6. Dominik Kubera 0 (w,0, -) 7. Bartosz Smektała 10+1 (3,2,0,2*,3) | Stadion im. Edwarda Jancarza Widzów: 12100 Sędzia: Artur Kuśmierz Komisarz toru: Aleksander Janas |

| 21 maja 201716:30 | MRGARDEN GKM Grudziądz | 40:50 | BETARD Sparta Wrocław | Stadion Żużlowy w Grudziądzu Widzów: 6200 Sędzia: Ryszard Bryła Komisarz toru: Tomasz Welc |
| 21 maja 201716:30 | 9. Krystian Pieszczek 4 (t,w,1,0,3) 10. Antonio Lindbäck 10+1 (3,1,3,1,2*) 11. Rafał Okoniewski 1+1 (1*,0,-,-) 12. Krzysztof Buczkowski 11+1 (2,1,2*,2,3,1) 13. Artiom Łaguta 13 (2,3,2,3,0,3) 14. Kamil Wieczorek 1 (1,0,0) 15. Mateusz Rujner 0 (0,w,0,0) | 40:50 | 1. Tai Woffinden 10+1 (2,2*,3,3,0) 2. Szymon Woźniak 8+2 (1*,3,1,2*,1) 3. Maciej Janowski 11+1 (3,1*,2,3,2) 4. Tomasz Jędrzejak 3+1 (0,2,0,1*) 5. Andžejs Ļebedevs 6+1 (1,2*,1,2,0) 6. Maksym Drabik 7 (3,3,1) 7. Damian Dróżdż 5+1 (2*,3,0) | Stadion Żużlowy w Grudziądzu Widzów: 6200 Sędzia: Ryszard Bryła Komisarz toru: Tomasz Welc |

| 12 lipca 201719:00 | ROW Rybnik | 41:49 | Ekantor.pl Falubaz Zielona Góra | Stadion Miejski w Rybniku Sędzia: Paweł Słupski Komisarz toru: Krzysztof Okupski |
| 12 lipca 201719:00 | 9. Damian Baliński 4+1 (1*,1,2,0,-) 10. Fredrik Lindgren 7 (2,3,0,2,d) 11. Max Fricke 12 (1,3,d,3,3,2) 12. Tobiasz Musielak 7 (2,1,3,1,-) 13. Rafał Szombierski 2+1 (1*,1,d,-) 14. Lars Skupień 2+1 (2*,0,0) 15. Kacper Woryna 7+1 (3,2,1,1*,0) | 41:49 | 1. Jarosław Hampel 13 (3,2,3,2,3) 2. Andrij Karpow 2+1 (0,0,2*,0) 3. Patryk Dudek 9 (w,3,1,3,2) 4. Jason Doyle 12+1 (3,2*,3,3,1) 5. Piotr Protasiewicz 10+2 (3,2,2,2*,1*) 6. Alex Zgardziński 2+1 (1,0,1*) 7. Mateusz Burzyński 1 (0,0,1) | Stadion Miejski w Rybniku Sędzia: Paweł Słupski Komisarz toru: Krzysztof Okupski |

| 2 czerwca 201720:30 | Włókniarz Vitroszlif CrossFit Częstochowa | 52:38 | Get Well Toruń | Arena Częstochowa Sędzia: Wojciech Grodzki Komisarz toru: Jacek Woźniak |
| 2 czerwca 201720:30 | 9. Leon Madsen 10+1 (2*,1,2,3,2) 10. Sebastian Ułamek 7+1 (3,3,0,0,1*) 11. Rune Holta 14 (3,3,2,3,3) 12. Andreas Jonsson 3 (1,0,1,1) 13. Matej Žagar 11+1 (3,2,3,1,2*) 14. Oskar Polis 5+1 (3,1*,1) 15. Michał Gruchalski 2 (1,1,d) | 52:38 | 1. Chris Holder 9 (0,2,2,2,3) 2. Michael Jepsen Jensen 3+1 (1,1*,1,-) 3. Adrian Miedziński 11 (0,3,3,3,2,w) 4. Grzegorz Walasek 3 (2,0,1,-,0) 5. Greg Hancock 10+1 (2,2,3,2*,0,1) 6. Daniel Kaczmarek 2 (2,0,0,0) 7. Norbert Krakowiak 0 (d,-,t) | Arena Częstochowa Sędzia: Wojciech Grodzki Komisarz toru: Jacek Woźniak |

##### 6. kolejka
| 28 maja 201716:00 | Get Well Toruń | 53:37 | ROW Rybnik | Motoarena Toruń Widzów: 8000 Sędzia: Remigiusz Substyk Komisarz toru: Aleksander Janas |
| 28 maja 201716:00 | 9. Chris Holder 9+2 (2*,1*,3,3,0) 10. Michael Jepsen Jensen 7 (3,2,1,1) 11. Adrian Miedziński 11 (2,1,3,2,3) 12. Grzegorz Walasek 8+2 (1*,3,1,1,2*) 13. Greg Hancock 13 (2,3,3,3,2) 14. Igor Kopeć-Sobczyński 1 (1,0,0) 15. Daniel Kaczmarek 4+1 (3,1*,0) | 53:37 | 1. Damian Baliński 7+1 (1,2,1*,3,d) 2. Rafał Szombierski 0 (0,0,-,-) 3. Max Fricke 4+1 (0,1*,d,2,1) 4. Tobiasz Musielak 10 (3,2,2,t,0,3) 5. Grigorij Łaguta 13 (3,3,2,2,2,1) 6. Kacper Woryna 3 (2,0,0,0,1) 7. Lars Skupień 0 (0,0,-) | Motoarena Toruń Widzów: 8000 Sędzia: Remigiusz Substyk Komisarz toru: Aleksander Janas |

| 28 maja 201720:00 | FOGO Unia Leszno | 52:38 | MRGARDEN GKM Grudziądz | Stadion im. Alfreda Smoczyka Widzów: 8000 Sędzia: Artur Kuśmierz Komisarz toru: Jacek Krzyżaniak |
| 28 maja 201720:00 | 9. Emil Sajfutdinow 5 (3,1,1,0) 10. Peter Kildemand 9+1 (1,3,3,1,1*) 11. Piotr Pawlicki 11+1 (1,2*,3,3,2) 12. Janusz Kołodziej 7+1 (0,3,2*,2,-) 13. Grzegorz Zengota 4+1 (1,2*,1,0,-) 14. Bartosz Smektała 10+2 (2*,3,2*,3) 15. Dominik Kubera 6 (3,3,0,0) | 52:38 | 1. Antonio Lindbäck 0 (0,0,-,-) 2. Kai Huckenbeck 8+1 (2,1,2*,3,u,0) 3. Krystian Pieszczek 5+3 (2*,0,0,2*,1*) 4. Krzysztof Buczkowski 9 (3,1,2,1,2) 5. Artiom Łaguta 14 (2,2,3,1,3,3) 6. Mike Trzensiok 2 (1,t,1) 7. Kamil Wieczorek 0 (0,0,0) | Stadion im. Alfreda Smoczyka Widzów: 8000 Sędzia: Artur Kuśmierz Komisarz toru: Jacek Krzyżaniak |

| 28 maja 201720:00 | CASH BROKER Stal Gorzów | 45:45 | Ekantor.pl Falubaz Zielona Góra | Stadion im. Edwarda Jancarza Widzów: 14500 Sędzia: Paweł Słupski Komisarz toru: Jacek Woźniak |
| 28 maja 201720:00 | 9. Niels K. Iversen 7+2 (3,1*,1*,1,1) 10. Linus Sundström 4 (0,2,2,0) 11. Przemysław Pawlicki 8+1 (3,2,1*,1,1) 12. Martin Vaculík 7+1 (1,1*,2,3,0) 13. Bartosz Zmarzlik 12 (2,3,2,2,3) 14. Alan Szczotka 3 (3,0,0) 15. Rafał Karczmarz 4+3 (2*,1*,1*) | 45:45 | 1. Patryk Dudek 9+3 (1*,0,3,1,2*,2*) 2. Jarosław Hampel 8 (2,3,0,-,3) 3. Jason Doyle 11+1 (2,1*,3,3,2) 4. Andrij Karpow 2 (0,2,0,0) 5. Piotr Protasiewicz 11 (3,3,3,2,0) 6. Alex Zgardziński 4 (1,0,0,3) 7. Mateusz Burzyński 0 (0,-,0) | Stadion im. Edwarda Jancarza Widzów: 14500 Sędzia: Paweł Słupski Komisarz toru: Jacek Woźniak |

| 28 maja 201716:00 | BETARD Sparta Wrocław | 50:40 | Włókniarz Vitroszlif CrossFit Częstochowa | Stadion Olimpijski we Wrocławiu Widzów: 11467 Sędzia: Wojciech Grodzki Komisarz toru: Zbigniew Kuśnierski |
| 28 maja 201716:00 | 9. Tai Woffinden 9+2 (2,2*,1,3,1*) 10. Szymon Woźniak 6+2 (1*,3,0,2*,0) 11. Maciej Janowski 11+1 (2*,0,3,3,3) 12. Tomasz Jędrzejak 6 (3,1,1,1) 13. Andžejs Ļebedevs 11 (0,3,3,3,2) 14. Damian Dróżdż 4 (3,1,0) 15. Maksym Drabik 3+1 (2*,1*,0) | 50:40 | 1. Leon Madsen 8+1 (0,3,1*,2,2) 2. Rune Holta 10+2 (3,2*,2,2*,1,0) 3. Sebastian Ułamek 0 (0,0,-,-) 4. Andreas Jonsson 7+1 (1,2,3,w,1*) 5. Matej Žagar 11 (3,1,2,2,3) 6. Oskar Polis 2+1 (1,0,d,1*) 7. Michał Gruchalski 2+1 (0,2*,0) | Stadion Olimpijski we Wrocławiu Widzów: 11467 Sędzia: Wojciech Grodzki Komisarz toru: Zbigniew Kuśnierski |

##### 7. kolejka
| 2 czerwca 201718:30 | Ekantor.pl Falubaz Zielona Góra | 48:42 | BETARD Sparta Wrocław | Stadion Żużlowy w Zielonej Górze Sędzia: Krzysztof Meyze Komisarz toru: Zbigniew Kuśnierski |
| 2 czerwca 201718:30 | 9. Patryk Dudek 10+3 (1*,3,3,1*,2*) 10. Jarosław Hampel 9+2 (2,0,2*,2*,3) 11. Jason Doyle 8+2 (2,1*,2*,2,1) 12. Andrij Karpow 4 (0,2,-,2) 13. Piotr Protasiewicz 15 (3,2,1,3,3,3) 14. Mateusz Burzyński 0 (0,0,0) 15. Alex Zgardziński 2 (2,0,0) | 48:42 | 1. Tai Woffinden 12+1 (3,3,2*,3,1) 2. Szymon Woźniak 3 (0,0,3,0) 3. Maciej Janowski 9 (3,3,0,1,2) 4. Václav Milík 3 (1,1,1,0,-) 5. Andžejs Ļebedevs 7 (2,2,0,3,0) 6. Maksym Drabik 5+1 (3,1*,1,0) 7. Damian Dróżdż 3+1 (1,1*,1) | Stadion Żużlowy w Zielonej Górze Sędzia: Krzysztof Meyze Komisarz toru: Zbigniew Kuśnierski |

| 4 czerwca 201716:00 | MRGARDEN GKM Grudziądz | 33:45 | Get Well Toruń | Stadion Żużlowy w Grudziądzu Sędzia: Remigiusz Substyk Komisarz toru: Zbigniew Kuśnierski |
| 4 czerwca 201716:00 | 9. Krystian Pieszczek 3+2 (1,1*,1*,0) 10. Antonio Lindbäck 8 (3,2,2,1) 11. Rafał Okoniewski 2+1 (2*,-,-,-) 12. Krzysztof Buczkowski 11 (3,2,2,2,2) 13. Artiom Łaguta 6 (2,3,1,0) 14. Mike Trzensiok 0 (w,0,0,-) 15. Kamil Wieczorek 3+2 (1,1*,0,0,1*) | 33:45 | 1. Chris Holder 9 (0,3,3,3) 2. Michael Jepsen Jensen 7+2 (2,1,2*,2*) 3. Adrian Miedziński 7+1 (w,1*,3,3) 4. Grzegorz Walasek 4 (1,2,0,1) 5. Greg Hancock 12 (3,3,3,3) 6. Daniel Kaczmarek 3 (3,0,0) 7. Igor Kopeć-Sobczyński 3+1 (2*,0,1) | Stadion Żużlowy w Grudziądzu Sędzia: Remigiusz Substyk Komisarz toru: Zbigniew Kuśnierski |

| 22 czerwca 201718:00 | ROW Rybnik | 44:46 | FOGO Unia Leszno | Stadion Miejski w Rybniku Sędzia: Artur Kuśmierz Komisarz toru: Aleksander Janas |
| 22 czerwca 201718:00 | 9. Rafał Szombierski 5+1 (1,2,d,2*) 10. Fredrik Lindgren 5 (3,d,1,1,0) 11. Max Fricke 9+1 (3,0,3,2,1*) 12. Tobiasz Musielak 2 (1,1,w,-,-) 13. Grigorij Łaguta 13 (3,3,3,2,2) 14. Lars Skupień 1 (1,w,0) 15. Kacper Woryna 9 (3,1,1,3,1) | 44:46 | 1. Emil Sajfutdinow 13 (2,3,2,3,3) 2. Peter Kildemand 2+1 (0,2*,0,-) 3. Piotr Pawlicki 5+2 (w,1,2*,w,2*) 4. Grzegorz Zengota 10 (2,2,3,0,3) 5. Janusz Kołodziej 7 (2,3,1,1,0) 6. Dominik Kubera 2 (0,1,1) 7. Bartosz Smektała 7 (2,0,2,3) | Stadion Miejski w Rybniku Sędzia: Artur Kuśmierz Komisarz toru: Aleksander Janas |

| 22 czerwca 201720:00 | Włókniarz Vitroszlif CrossFit Częstochowa | 46:44 | CASH BROKER Stal Gorzów | Arena Częstochowa Sędzia: Paweł Słupski Komisarz toru: Tomasz Welc |
| 22 czerwca 201720:00 | 9. Leon Madsen 11+1 (3,1*,3,3,1) 10. Karol Baran 7+2 (2*,2,2*,1,0) 11. Sebastian Ułamek 1 (0,0,1,0) 12. Matej Žagar 9 (2,3,2,0,2) 13. Rune Holta 12 (2,3,1,3,3) 14. Oskar Polis 5 (3,0,2) 15. Michał Gruchalski 1 (1,0,0) | 46:44 | 1. Niels Kristian Iversen 8 (0,2,3,3,0) 2. Krzysztof Kasprzak 9+2 (1,1*,2*,2,3) 3. Przemysław Pawlicki 3+1 (1,1*,1,w) 4. Martin Vaculík 7+1 (3,2,d,1*,1) 5. Bartosz Zmarzlik 13 (3,3,3,2,2) 6. Rafał Karczmarz 3 (2,0,1) 7. Hubert Czerniawski 1 (0,1,w) | Arena Częstochowa Sędzia: Paweł Słupski Komisarz toru: Tomasz Welc |

##### 8. kolejka
| 11 czerwca 201716:30 | MRGARDEN GKM Grudziądz | 43:47 | Ekantor.pl Falubaz Zielona Góra | Stadion Żużlowy w Grudziądzu Sędzia: Paweł Słupski Komisarz toru: Jacek Woźniak |
| 11 czerwca 201716:30 | 9. Rafał Okoniewski 5+1 (1*,1,3,0) 10. Krzysztof Buczkowski 8+1 (2,3,w,1*,2) 11. Antonio Lindbäck 7+2 (2*,0,1*,3,1) 12. Krystian Pieszczek 10 (3,1,2,3,1) 13. Artiom Łaguta 11 (3,3,3,2,0) 14. Dawid Wawrzyniak 1 (0,1,0) 15. Kamil Wieczorek 1 (1,0,0) | 43:47 | 1. Patryk Dudek 4+3 (0,2*,1*,1*,d) 2. Jarosław Hampel 11 (3,3,2,0,3) 3. Jason Doyle 11 (1,2,2,3,3) 4. Andrij Karpow 2+1 (0,w,1,1*) 5. Piotr Protasiewicz 11+1 (2,2,3,2,2*) 6. Alex Zgardziński 4+1 (2*,0,2) 7. Mateusz Tonder 4+1 (3,1*,0) | Stadion Żużlowy w Grudziądzu Sędzia: Paweł Słupski Komisarz toru: Jacek Woźniak |

| 11 czerwca 201716:30 | CASH BROKER Stal Gorzów | 55:35 | Get Well Toruń | Stadion im. Edwarda Jancarza Sędzia: Ryszard Bryła Komisarz toru: Tomasz Welc |
| 11 czerwca 201716:30 | 9. Niels Kristian Iversen 11+2 (3,3,2,2*,1*) 10. Linus Sundström 4+1 (1,1,0,2*) 11. Przemysław Pawlicki 13+1 (3,3,2*,3,2) 12. Martin Vaculík 11+1 (0,2*,3,3,3) 13. Bartosz Zmarzlik 12+1 (2,2,3,3,2*) 14. Alan Szczotka 0 (0,d,0) 15. Rafał Karczmarz 4+1 (3,1*,0) | 55:35 | 1. Chris Holder 6 (0,1,2,2,1) 2. Michael Jepsen Jensen 3+1 (2,0,1*,-) 3. Greg Hancock 11+1 (1*,3,3,1,3) 4. Paweł Przedpełski 4 (2,1,1,0,0) 5. Adrian Miedziński 7 (3,2,1,w,1,0) 6. Daniel Kaczmarek 3+1 (2,0,1*) 7. Igor Kopeć-Sobczyński 1+1 (1*,0,0) | Stadion im. Edwarda Jancarza Sędzia: Ryszard Bryła Komisarz toru: Tomasz Welc |

| 11 czerwca 201719:00 | ROW Rybnik | 38:41 | Włókniarz Vitroszlif CrossFit Częstochowa | Stadion Miejski w Rybniku Sędzia: Krzysztof Meyze Komisarz toru: Jacek Krzyżaniak |
| 11 czerwca 201719:00 | 9. Fredrik Lindgren 10+1 (2,3,1*,2,2) 10. Rafał Szombierski 4+1 (0,2*,2,0,-) 11. Max Fricke 10+1 (2*,2,2,3,1) 12. Tobiasz Musielak 6+3 (3,1*,1*,1*) 13. Grigorij Łaguta 0 (-,-,-,-,-) 14. Kacper Woryna 7+3 (3,1*,2*,1*) 15. Robert Chmiel 1 (1,0,0) | 38:41 | 1. Leon Madsen 11+2 (1,3,1*,3,1,2*) 2. Sebastian Ułamek 10 (3,0,2,2,3) 3. Rune Holta 11+1 (1,3,0,1*,3,3) 4. Karol Baran 0 (0,0,-,-) 5. Matej Žagar 5+1 (1*,1,3,0,0) 6. Oskar Polis 2 (2,0,0) 7. Michał Gruchalski 2 (0,2,0) | Stadion Miejski w Rybniku Sędzia: Krzysztof Meyze Komisarz toru: Jacek Krzyżaniak |

| 11 czerwca 201719:00 | BETARD Sparta Wrocław | 51:39 | FOGO Unia Leszno | Stadion Olimpijski we Wrocławiu Sędzia: Artur Kuśmierz Komisarz toru: Aleksander Janas |
| 11 czerwca 201719:00 | 9. Tai Woffinden 13 (3,3,3,1,3) 10. Szymon Woźniak 8+2 (1,2*,2*,2,1) 11. Maciej Janowski 6+1 (1,0,2*,3) 12. Václav Milík 10 (3,3,3,0,1) 13. Andžejs Ļebedevs 7+2 (2*,3,1,1*,-) 14. Damian Dróżdż 1 (1,0,0) 7. Maksym Drabik 6 (3,3,0,0) | 51:39 | 1. Emil Sajfutdinow 8+2 (0,1*,3,2,2*) 2. Peter Kildemand 6+1 (2,2,2*,0,0) 3. Piotr Pawlicki 10+2 (2,1*,0,3,2*,2) 4. Grzegorz Zengota 9 (0,2,1,3,3) 5. Janusz Kołodziej 3 (1,1,1,-) 14. Dominik Kubera 1+1 (0,0,1*) 15. Bartosz Smektała 2 (2,0,0) | Stadion Olimpijski we Wrocławiu Sędzia: Artur Kuśmierz Komisarz toru: Aleksander Janas |

### Play-Off
|  |           |                                      |                       |                       |           |    |                  |                  |       |       |       |       |
|  | Półfinały | Półfinały                            | Półfinały             | Półfinały             | Półfinały |    |                  | Finał            | Finał | Finał | Finał | Finał |
|  | Półfinały | Półfinały                            | Półfinały             | Półfinały             | Półfinały |    |                  | Finał            | Finał | Finał | Finał | Finał |
|  |           |                                      |                       |                       |           |    |                  |                  |       |       |       |       |
|  |           |                                      |                       |                       |           |    |                  |                  |       |       |       |       |
|  | 1.        | Ekantor.pl Falubaz Zielona Góra      | 40                    | 45                    |           |    |                  |                  |       |       |       |       |
|  | 1.        | Ekantor.pl Falubaz Zielona Góra      | 40                    | 45                    |           |    |                  |                  |       |       |       |       |
|  | 4.        | Fogo Unia Leszno                     | 50                    | 45                    |           |    |                  |                  |       |       |       |       |
|  | 4.        | Fogo Unia Leszno                     | 50                    | 45                    |           |    | Fogo Unia Leszno | Fogo Unia Leszno | 49    | 45    |       |       |
|  |           |                                      |                       |                       |           |    | Fogo Unia Leszno | Fogo Unia Leszno | 49    | 45    |       |       |
|  |           |                                      | Betard Sparta Wrocław | Betard Sparta Wrocław | 41        | 45 |                  |                  |       |       |       |       |
|  | 2.        | Betard Sparta Wrocław                | Betard Sparta Wrocław | Betard Sparta Wrocław | 41        | 45 | 47               | 45               |       |       |       |       |
|  | 2.        | Betard Sparta Wrocław                |                       |                       |           |    |                  |                  |       |       |       |       |
|  | 3.        | Cash Broker Stal Gorzów Wielkopolski | 43                    | 45                    |           |    |                  |                  |       |       |       |       |
|  | 3.        | Cash Broker Stal Gorzów Wielkopolski | 43                    | 45                    |           |    |                  |                  |       |       |       |       |
|  |           |                                      |                       |                       |           |    |                  |                  |       |       |       |       |

### Baraż o Ekstraligę żużlową 2018
| Baraż |       | Get Well Toruń 7. miejsce po rundzie zasadniczej | 97:83 | Zdunek Wybrzeże Gdańsk 2. miejsce w Nice 1. Liga Żużlowa |
| ----- | ----- | ------------------------------------------------ | ----- | -------------------------------------------------------- |
| Baraż | 1 paź | Get Well Toruń                                   | 47:43 | Zdunek Wybrzeże Gdańsk                                   |
| Baraż | 8 paź | Zdunek Wybrzeże Gdańsk                           | 40:50 | Get Well Toruń                                           |

### Końcowa klasyfikacja
| Speedway Ekstraliga 2017 | Speedway Ekstraliga 2017                             |
| ------------------------ | ---------------------------------------------------- |
|                          | Fogo Unia Leszno Drużynowy Mistrz Polski (15. tytuł) |
|                          | Betard Sparta Wrocław                                |
|                          | Cash Broker Stal Gorzów Wielkopolski                 |
| 4.                       | Ekantor.pl Falubaz Zielona Góra                      |
| 5.                       | Włókniarz Vitroszlif CrossFit Częstochowa            |
| 6.                       | MrGarden GKM Grudziądz                               |
| 7.                       | Get Well Toruń                                       |
| 8.                       | ROW Rybnik Spadek do 1. Ligi żużlowej                |

## Statystyki
| Poz | Zawodnik         | Klub | Średnia |
| --- | ---------------- | ---- | ------- |
| 1.  | Bartosz Zmarzlik | GOR  | 2.376   |
| 2.  | Greg Hancock     | TOR  | 2.240   |
| 3.  | Artiom Łaguta    | GRU  | 2.236   |
| 4.  | Leon Madsen      | CZE  | 2.181   |
| 5.  | Jason Doyle      | ZIE  | 2.074   |